# Йоанис Валалас
Йоанис Валалас (на гръцки: Ιωάννης Βαλαλάς) е гръцки политик.

## Биография
Роден е в 1875 година в Костур, Османската империя. Още малък се мести в Цариград, където завършва Великата народна школа. После завършва право в Атинския университет и работи като адвокат в Солун.
Стои на монархически позиции и се присъединява към Националистическата партия на Димитриос Гунарис и от нея избран в двата парламента през 1915 година. Скоро обаче се присъединява към Либералната партия на Елевтериос Венизелос, с която е избран в 1923 и 1926 година.
В 1924 година за кратко става генерал-губернатор на Македония. Избиран е за депутат от Костур на изборите в 1926, 1928 и 1932 г., а в 1936 г. от Лерин. Също така e като министър на съобщенията в правителството Андреас Михалопулос (11 ноември 1924 – 15 юни 1925), в продължение на няколко дена министър на земеделието (16 юни – 25 юни 1925). Най-накрая е министър на земеделието в един от последните кабинети на Елевтериос Венизелос (5 юни – 3 ноември 1932).